# Les Pinthières
Les Pinthières ist eine französische Gemeinde mit 164 Einwohnern (Stand: 1. Januar 2022) im Département Eure-et-Loir in der Region Centre-Val de Loire; sie gehört zum Arrondissement Dreux und zum Kanton Épernon. Die Einwohner werden Pinthièrois genannt.

## Geographie
Les Pinthières liegt etwa 26 Kilometer nordnordwestlich von Chartres. Umgeben wird Les Pinthières von den Nachbargemeinden Boutigny-Prouais im Nordwesten und Norden, Grandchamp im Nordosten, Le Tartre-Gaudran im Osten und Südosten, Faverolles im Süden sowie Saint-Laurent-la-Gâtine im Südwesten und Westen.

## Bevölkerungsentwicklung
| Jahr                       | 1962 | 1968 | 1975 | 1982 | 1990 | 1999 | 2006 | 2020 |
| Einwohner                  | 60   | 65   | 59   | 55   | 93   | 132  | 169  | 166  |
| Quellen: Cassini und INSEE |      |      |      |      |      |      |      |      |

## Sehenswürdigkeiten
- alte Kirche Saint-Martin
- Burg La Ronce aus dem 13. Jahrhundert

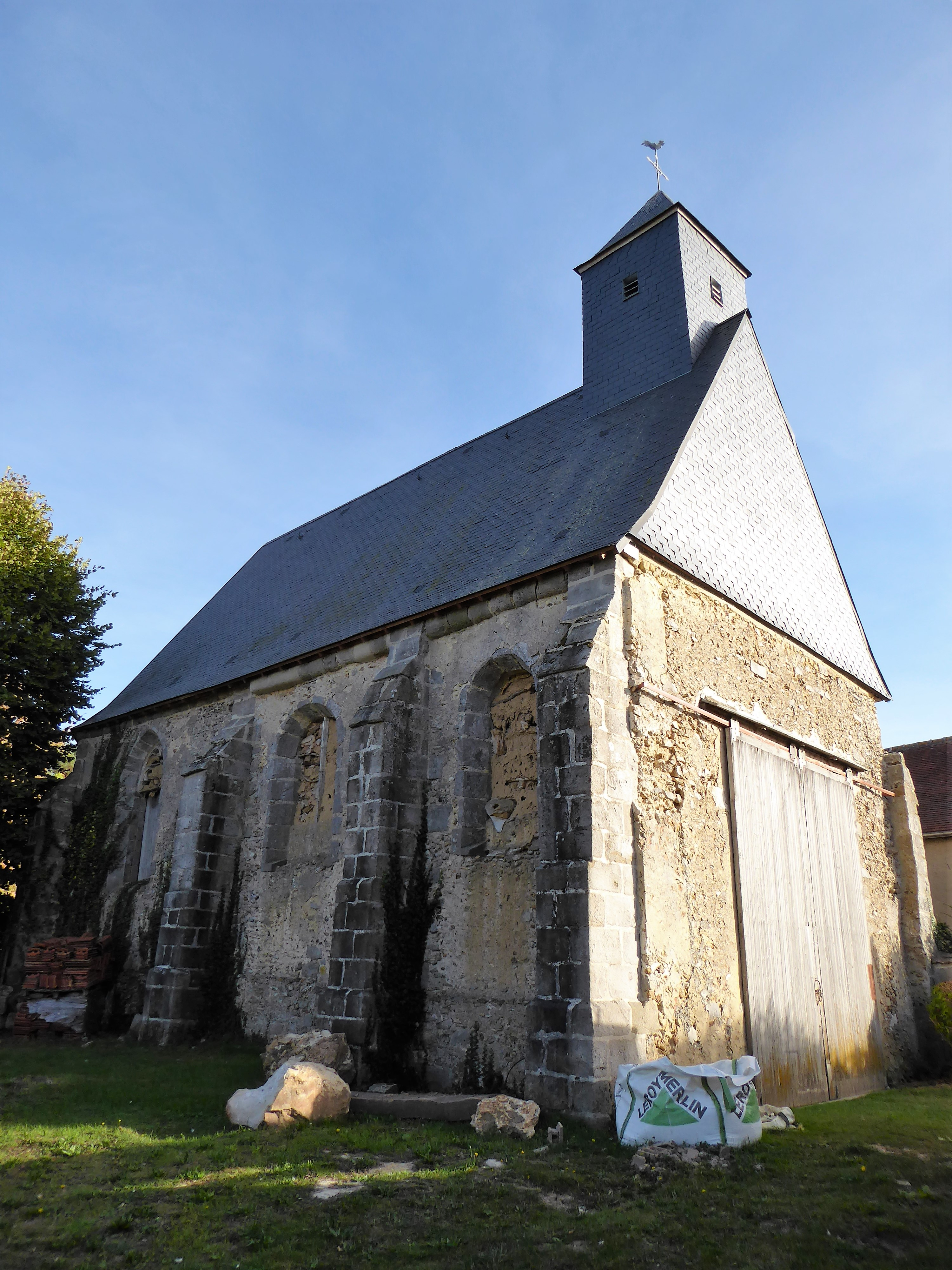
Kirche Saint-Martin